# Etcharry
Etcharry (baskisch Etxarri) ist eine französische Gemeinde mit 147 Einwohnern (Stand 1. Januar 2022) im Département Pyrénées-Atlantiques in der Region Nouvelle-Aquitaine. Die Gemeinde gehört zum Arrondissement Bayonne und zum Kanton Pays de Bidache, Amikuze et Ostibarre (bis 2015: Kanton Saint-Palais).
Die Bewohner werden Etxarriar genannt.

## Geographie
Etcharry liegt ca. 65 km südöstlich von Bayonne in der historischen Provinz Soule im französischen Teil des Baskenlands.
Umgeben wird der Ort von den Nachbargemeinden:
|                   | Saint-Gladie-Arrive-Munein Espiute          |                        |
| Domezain-Berraute | Kompassrose, die auf Nachbargemeinden zeigt | Aroue-Ithorots-Olhaïby |
|                   | Aroue-Ithorots-Olhaïby                      |                        |

Etcharry liegt im Einzugsgebiet des Adours. Ein Nebenfluss des Saison, die Lafaure, strömt mit seinem Zufluss, dem Eiherabideko Erreka, durch das Gebiet der Gemeinde. Ebenso fließt ein Nebenfluss des Lauhirasse, der Thiankoen Erreka, an der südwestlichen Grenze zur Nachbargemeinde entlang.

## Geschichte
Im Norden des heutigen Gemeindegebiets befand sich eine Wallburg aus der Bronze- oder Eisenzeit. Im Mittelalter wurde der Ort von verschiedenen Adelshäusern regiert.
Toponyme und Erwähnungen von Etcharry waren:
- Charri (1385, Manuskriptsammlung von André Duchesne, Band 114),
- Echari (1467, Verträge von Ohix, Notar von Soule),
- Dicharü (1472, Notare von Labastide-Villefranche),
- Etcharry (1793, Notice Communale) und
- Eteharry und Etcharry (1801, Notice Communale).[4][5]

### Einwohnerentwicklung
Nach einem Höchststand der Einwohnerzahl von 530 Einwohnern in der Mitte des 19. Jahrhunderts hat sich die Zahl bei kurzen Wachstumsphasen bis heute um über 75 % reduziert.
| Jahr      | 1962 | 1968 | 1975 | 1982 | 1990 | 1999 | 2006 | 2009 | 2022 |
| --------- | ---- | ---- | ---- | ---- | ---- | ---- | ---- | ---- | ---- |
| Einwohner | 205  | 148  | 146  | 153  | 143  | 122  | 127  | 128  | 147  |

## Sehenswürdigkeiten

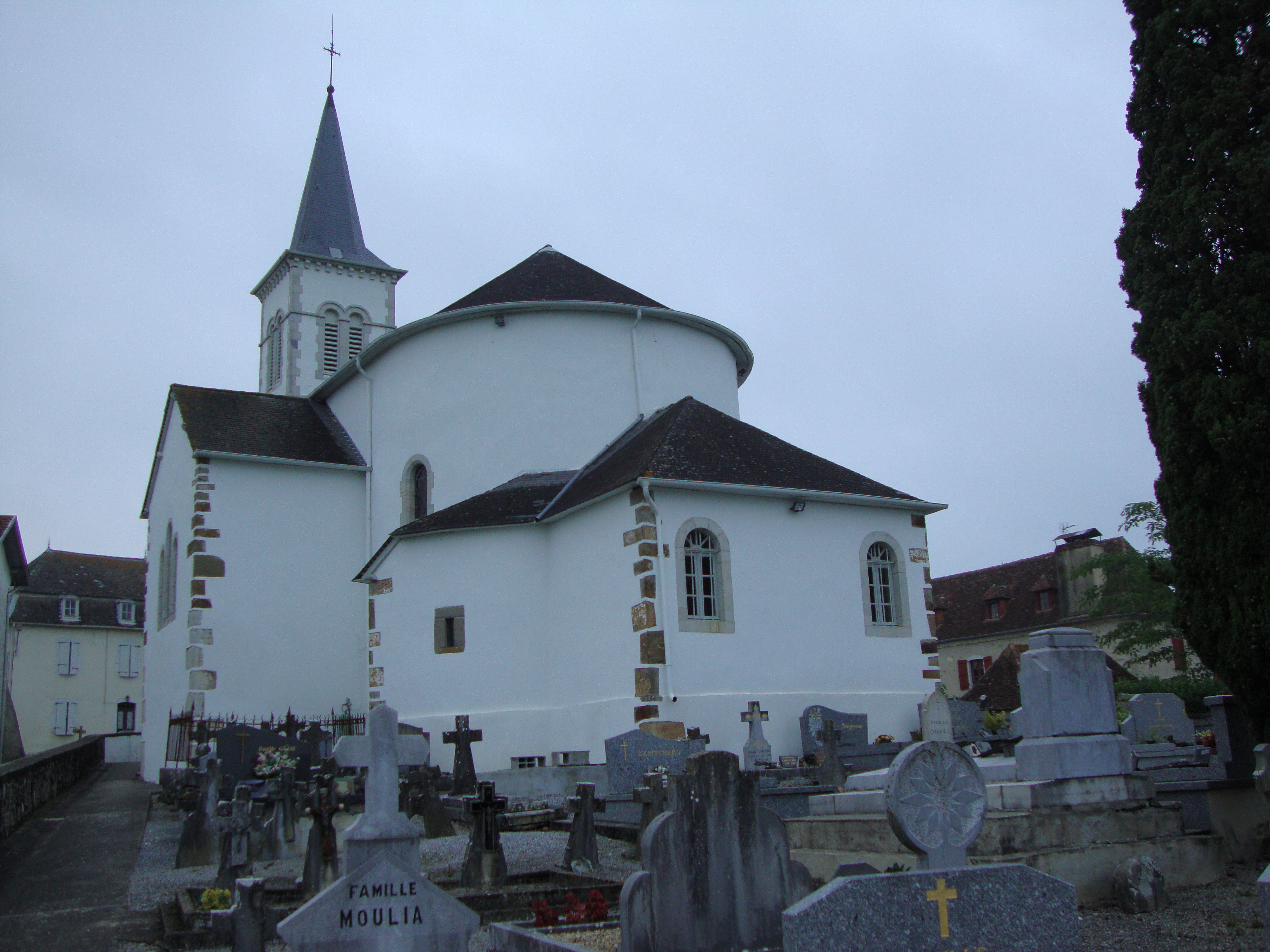
Pfarrkirche Saint-Pierre

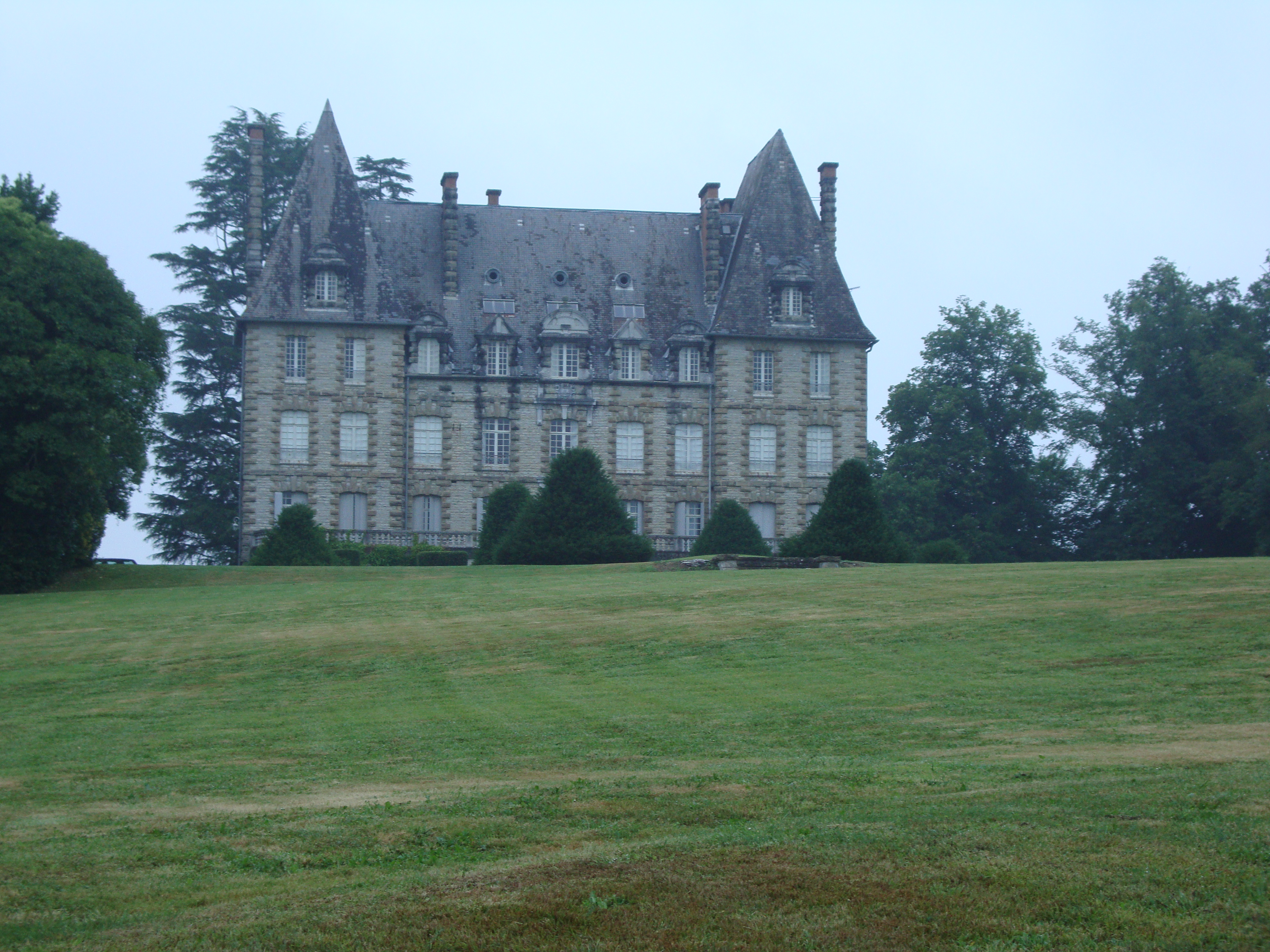
Château d’Elgart

- Pfarrkirche, gewidmet dem Apostel Simon Petrus. Sie ist zusammen mit dem Friedhof von einer Mauer umgeben. Auf diesem sind mit scheibenförmigen Grabstelen, genannt Hilarri, und mit Navarrakreuzen versehene Gräber zu sehen. Die Hilarri knüpfen an die Tradition der vorchristlichen Zeit an und erfuhren zwischen dem 16. und 18. Jahrhundert eine große Beliebtheit im Baskenland. Die Kirche ist 1875 neu gebaut worden, wie ein entsprechendes Datum über dem Eingang belegt. Sie ist im neugotischen Stil erbaut, der im 19. Jahrhundert verbreitet war und sich durch architektonische Elemente des Spätmittelalters auszeichnete, wie hier z. B. die spitzbogenförmigen Fenster. Der Langbau hat einen Glockenturm über dem Eingang, ein Hauptschiff und zwei Seitenkapellen. Wie die meisten baskischen Kirchen, so besitzt auch dieses Gotteshaus ein Altarretabel im barocken Stil aus dem 17. Jahrhundert.[8][9]

- Château d’Elgart. Das Schloss ist im 17. Jahrhundert im Stil der Renaissance errichtet, im 19. Jahrhundert umgebaut und restauriert. Die markanten hohen Dächer erlaubten die Errichtung von zwei Dachgeschossen. Zwei Türme mit hohen und spitzen Dächern flankieren das Hauptgebäude, aus dem die ursprünglichen, hohen Kamine steil aufragen. Heute ist im Schloss ein Bildungs- und Entwicklungszentrum auf den Gebieten Landwirtschaft und Soziales eingerichtet.[10]

- Haus Elizabaratia. Das Bauernhaus ist vermutlich im 19. Jahrhundert gebaut worden und vermittelt in seinen Ausmaßen eher den Eindruck eines Schlosses oder Herrenhauses und weist auf den Wohlstand seiner Erbauer hin. Mit den sichtbaren, im Baskenland traditionell verwendeten roten Ochsenblutfarben zeigt das Gebäude die vermischten Einflüsse der traditionellen Bauweise in der Soule und in Nieder-Navarra.[11]

- Wallburg. Unter den archäologischen Stätten des Baskenlands fällt die Wallburg auf dem Gebiet der Gemeinde Etcharry durch seine Dimensionen heraus. Es handelt sich um eine Verteidigungsanlage mit Brustwehren aus Erde mit einer Flächenausdehnung von insgesamt 3,5 Hektar. Wie bei den meisten frühgeschichtlichen Anlagen ist die genaue Datierung ebenso wie die Funktion schwierig zu bestimmen. Möglicherweise diente sie zum Schutz der Bewohner vor Angriffen von außen. Im Mittelalter könnte die bereits vorhandene Anlage auch mit einem hölzernen Turm ergänzt worden sein.[12]

## Wirtschaft und Infrastruktur

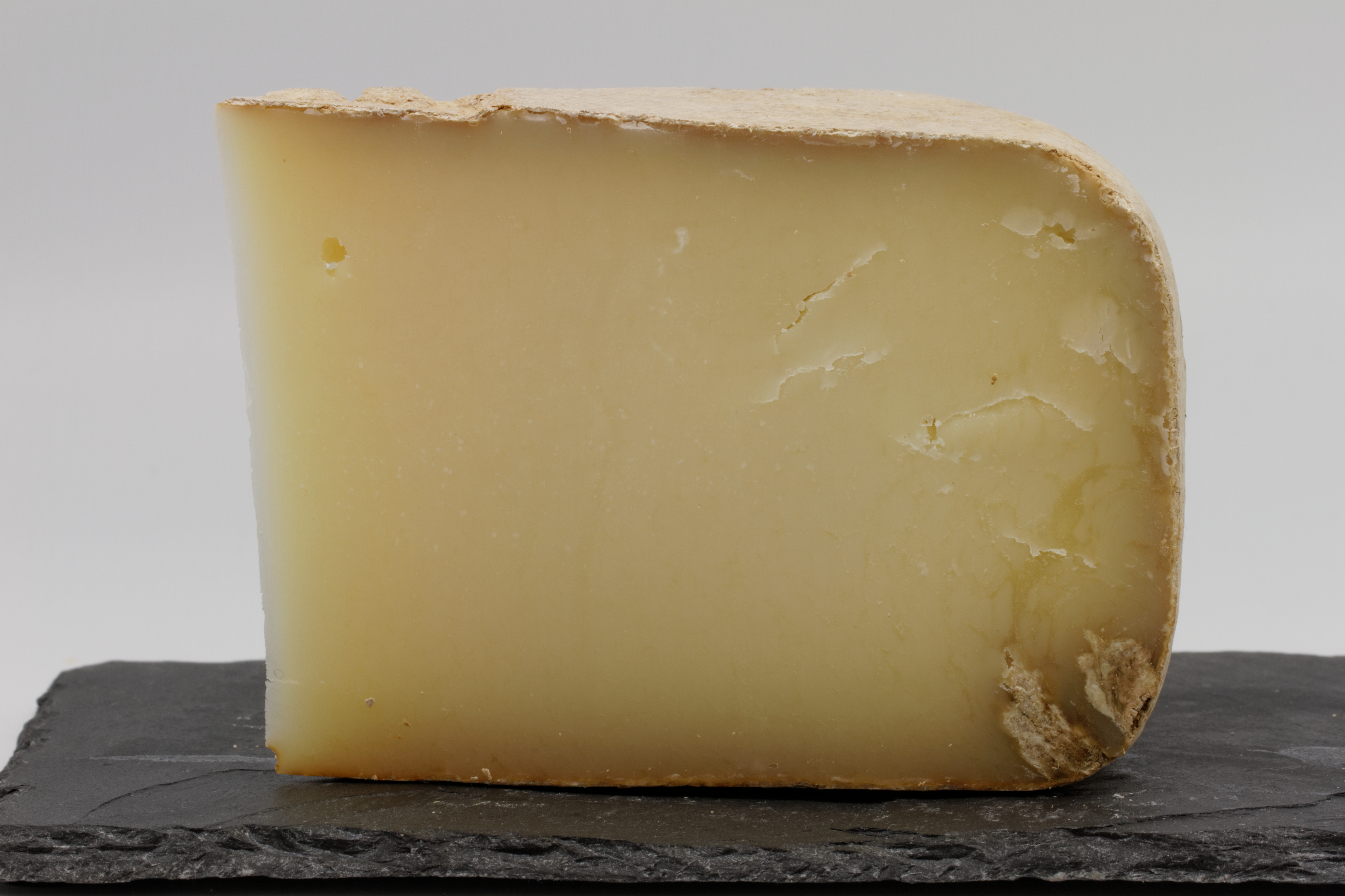
Ossau-Iraty

Schwerpunkte der Wirtschaft sind die Landwirtschaft und der Lehrbereich. Etcharry liegt in den Zonen AOC des Ossau-Iraty, ein traditionell hergestellter Schnittkäse aus Schafmilch, und der Schweinerasse „Kintoa“.

### Bildung
Etcharry verfügt über eine öffentliche Grundschule.

### Verkehr
Die Gemeinde wird durchquert von den Routes départementales 11 und 316 und ist über eine Linie des Busnetzes Transports 64 mit anderen Gemeinden des Départements verbunden.